# Storia dei Philadelphia Eagles

Il logo degli Eagles

I Philadelphia Eagles sono un club di football americano professionistico nato nel 1933 con sede a Filadelfia. Questa voce approfondisce la storia della franchigia dalla fondazione ad oggi.

## Gli inizi (1933-1939)

### Formazione e primi anni
Nel 1931, la franchigia della National Football League di Filadelfia, i Frankford Yellow Jackets, che aveva vinto il campionato NFL nel 1926, andò in bancarotta e cessò le sue operazioni a metà della stagione. Dopo più di un anno alla ricerca di un sostituto adatto, la NFL assegnò una franchigia di espansione a due ex compagni di squadra della University of Pennsylvania, Lud Wray e Bert Bell. Bell e Wray avevano precedentemente giocato insieme nelle squadre degli "Union Club", come Union Club di Phoenixville nel 1920 e gli Union Quakers of Philadelphia nel 1921.

La bandiera di Filadelfia i cui colori vennero adottati dagli Eagles alla loro fondazione.

In cambio di una tassa d'ingresso di 2.500 dollari, al gruppo Bell-Wray furono assegnati i patrimoni della vecchia organizzazione degli Yellow Jackets. Traendo ispirazione dal simbolo del New Deal del Presidente Franklin D. Roosevelt, il National Recovery Act, Bell e Wray chiamarono la nuova franchigia Philadelphia Eagles. Né gli Eagles né la NFL ufficialmente dichiararono gli Eagles la continuazione degli Yellow Jackets, citando la discrepanza di tempo tra le loro esistenze come motivazione. Gli Eagles semplicemente ereditarono i diritti della NFL nell'area di Philadelphia. Inoltre, quasi nessun giocatore degli Yellow Jackets del 1931 finì agli Eagles nel 1933.
La nuova formazione disputò la sua prima partita il 15 ottobre 1933, contro i New York Giants al Polo Grounds di New York. Essi persero per 56-0. Gli Eagles faticarono nel corso del loro primo decennio, non vincendo mai più di tre partite a stagione. Per la maggior parte, i roster degli Eagles erano composti da ex giocatori delle università di Penn, Temple e Villanova che rimanevano con la squadra per qualche anno prima di dedicarsi ad altro.
Nel 1935 Bell, in quel momento general manager della squadra, propose un draft per i giocatori provenienti dal college, in modo da livellare le disparità tra le squadre della lega. Quello del draft era un concetto rivoluzionario per lo sport professionistico. Avendo le squadre scelto in ordine inverso rispetto alla loro posizione di classifica i migliori giocatori universitari, una pratica in uso ancora oggi, questo aumentò l'interesse dei tifosi garantendo loro che la propria squadra avrebbe potuto migliorare alla fine di ogni stagione. Dal 1927 (l'anno in cui la NFL divenne da una semplice associazione a un'organizzazione orientata verso un mercato di grandi dimensioni) al 1934, la lega era stata dominata da tre squadre (Chicago Bears, New York Giants e Green Bay Packers) che avevano vinto tutti i titoli di quegli anni tranne uno (i Providence Steam Roller vinsero quello del 1928).

### 1936-1939
Terminati ultimi nelle classifiche, i Eagles guadagnarono la prima scelta assoluta del Draft NFL 1936, un'opportunità che sprecarono selezionando il vincitore dell'Heisman Trophy dall'Università di Chicago Jay Berwanger. Fortunatamente per gli Eagles, riuscirono subito a scambiare i diritti su di esso coi Chicago Bears. Berwanger, che non era interessato a giocare nel football professionistico, optò per iscriversi alla scuola di medicina.

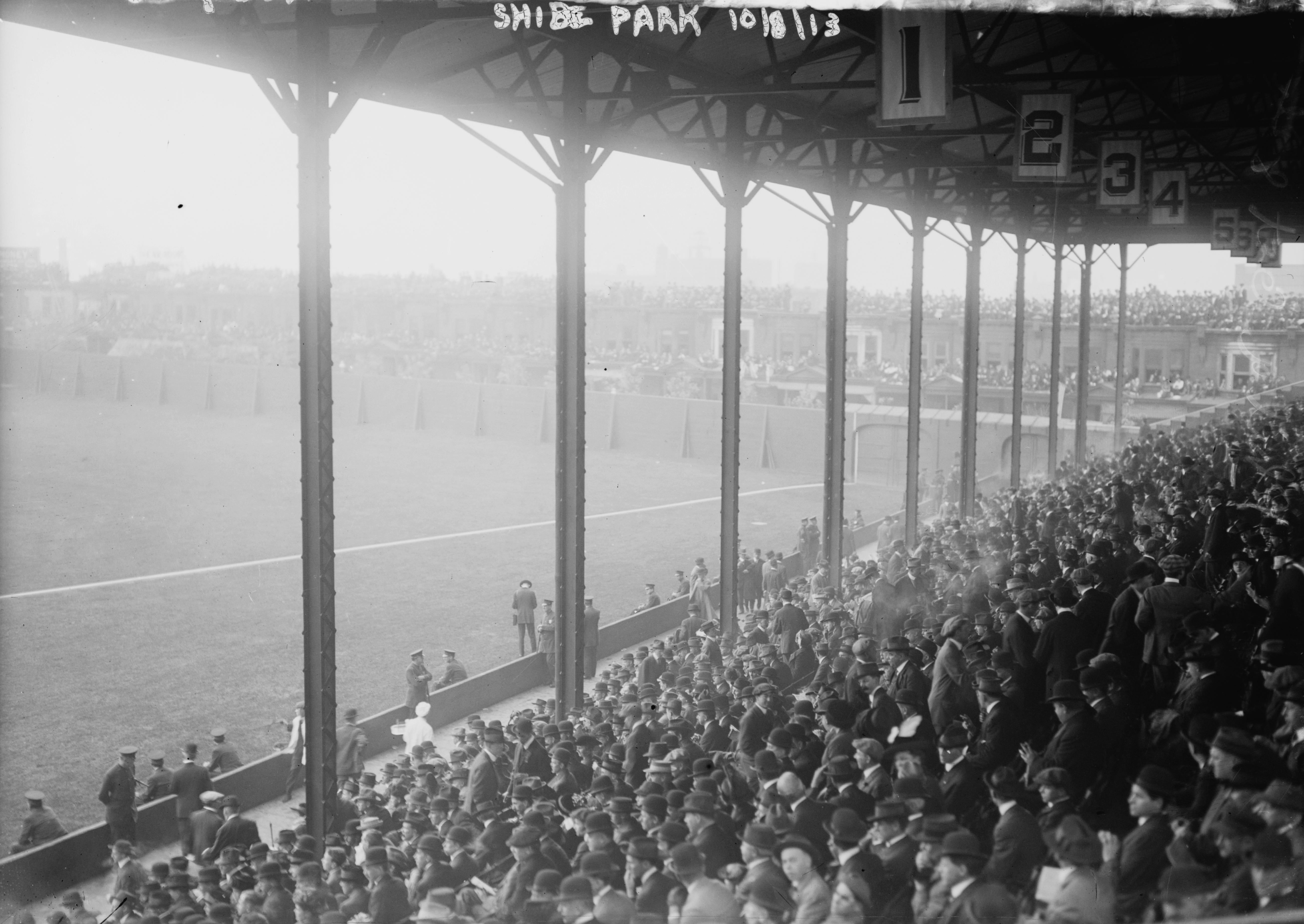
Gli Eagles giocarono allo Shibe Park dal 1940 al 1970.

Il primo successo nel Draft gli Eagles lo ottennero nel 1939, firmando il quarterback All-America Davey O'Brien dalla Texas Christian University. O'Brien stabilì molti record stagionali nei passaggi nella sua stagione da rookie. Quell'anno, gli Eagles parteciparono alla prima gara di sempre trasmessa in televisione, conto i Brooklyn Dodgers, all'Ebbets Field di Brooklyn (come capitò spesso alla squadra degli Eagles negli anni 30, persero quella gara, 23-14).

## "Sulle ali delle aquile": gli anni d'oro (1940-1949)
Gli anni quaranta si dimostrarono un decennio tumultuoso ma in ultima analisi trionfale per la giovane franchigia. Nel 1940, la squadra si spostò dal Philadelphia Municipal Stadium allo Shibe Park. La metà della franchigia appartenente a Lud Wray fu acquistata da Art Rooney, che aveva appena ceduto i Pittsburgh Steelers ad Alexis Thompson. Poco dopo, Bell/Rooney e Thompson si scambiarono le franchigie ma non le squadre. L'intera organizzazione degli Eagles di Bell/Rooney, inclusa la maggior parte dei giocatori, si trasferì a Pittsburgh (l'azienda degli Steelers continuò a chiamarsi "Philadelphia Football Club, Inc." fino al 1945) e gli Steelers di Thompson si spostarono a Filadelfia, lasciando solo i loro nomi nelle città originarie. Dal momento che le franchigie della NFL sono distinte dai diritti territoriali, la NFL non considera questo un trasferimento di franchigia e ritiene gli attuali Philadelphia Eagles come una singola entità continua dal 1933.

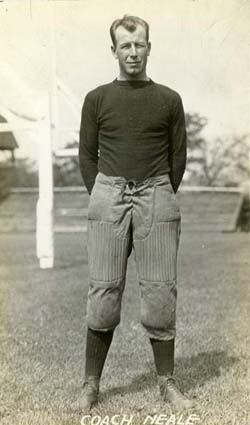
Greasy Neale allenò gli Eagles durante i migliori anni della loro storia.

Dopo aver assunto la proprietà, Thompson selezionò Greasy Neale come allenatore di Philadelphia. Nel suo primo anno la squadra continuò a faticare. Nel 1943, quando vi fu una carenza di giocatori a causa della seconda guerra mondiale, la squadra si fuse temporaneamente con gli Steelers per formare una squadra popolarmente nota come "Steagles". Tale fusione, mai intesa come definitiva, si dissolse alla fine della stagione 1943. Quella stagione vide la formazione portare a termine il suo primo bilancio positivo, terminando con un record di 5-4-1. Nel 1944 gli Eagles riuscirono a fare un notevole colpo nel draft, scegliendo uno dei loro migliori giocatori di tutti i tempi: il running back Steve Van Buren. Le fortune della squadra stavano per cambiare.

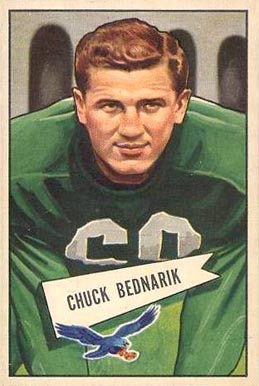
Chuck Bednarik nel 1952.

Guidati da Van Buren e Neale, gli Eagles diventarono una seria contendente al titolo per la prima volta. La loro prima stagione vincente come squadra a sé stante giunse nel 1944. Dopo altri due secondi posti (1945 e 1946), gli Eagles raggiunsero la finale del campionato NFL nel 1947. Van Buren, l'end Pete Pihos e Bosh Pritchard giocarono bene ma la giovane squadra perse contro i Chicago Cardinals, 28-21, al Comiskey Park di Chicago. Malgrado ciò, gli Eagles si ripresero tornando ad affrontare i Cardinals nella finale del campionato successivo. Col vantaggio di giocare in casa (e in una tempesta di neve), gli Eagles vinsero il loro primo campionato NFL per 7-0. A causa dell'inclemenza del tempo, pochi tifosi poterono essere testimoni dell'evento. Questo non fu il caso della stagione successiva, comunque, quando gli Eagles tornarono in finale per il terzo campionato consecutivo e vinsero dominando davanti a una grande folla a Los Angeles, battendo i Los Angeles Rams 14-0.
Nell'ultimo draft di Thompson, Chuck Bednarik fu selezionato come primo assoluto nel Draft NFL 1949. Un offensive lineman/linebacker dalla University of Pennsylvania, Bednarik divenne uno dei migliori e più amati giocatori della storia degli Eagles. Il 1949 vide la vendita della squadra da Thompson a un sindacato di cento acquirenti, conosciuti come gli "Happy Hundred", ognuno dei quali pagò una quota di tremila dollari per possedere la sua parte della squadra. Mentre il leader degli "Happy Hundred" era il noto uomo d'affari di Philadelphia James P. Clark, un investitore meno noto fu Leonard Tose, un nome che sarebbe diventato molto familiare tra i tifosi degli Eagles.

## Anni di mediocrità (1950-1959)
Con l'arrivo del nuovo decennio, cambiarono anche le sorti della squadra. Gli Eagles aprirono la stagione 1950 contro i campioni della All-America Football Conference, i Cleveland Browns, che insieme alle altre franchigie della AAFC si erano appena uniti alla NFL. Si prevedeva che gli Eagles avrebbero avuto vita facile contro i Browns, all'epoca ritenuti i dominatori di una lega minore. Tuttavia, i Browns affondarono la celebrata difesa guadagnando 487 yard totali, incluse 246 yard passate, vincendo per 35-10. Gli Eagles non si ripresero mai davvero da quella sconfitta e terminarono con un record di 6-6.
Neale si ritirò a fine stagione, venendo sostituito con Bo McMillin. Dopo due gare dall'inizio della stagione, McMillin fu costretto a ritirarsi a causa di un cancro terminale allo stomaco. Wayne Millner terminò la stagione al suo posto, cedendo poi il ruolo a Jim Trimble. Mentre alcuni giocatori rimasti dal grande decennio precedente riuscirono in qualche modo a tenere competitiva la squadra per alcuni e mentre giovani giocatori come Bobby Walston e Sonny Jurgensen occasionalmente portarono del talento nella formazione, la squadra mancò delle caratteristiche per competere per il titolo negli anni cinquanta. Gli Eagles provarono ad acquistare il Temple Stadium nel 1952 essendo insoddisfatti dello Shibe Park. La Temple University però affermò di aver pagato un milione di dollari per la proprietà e di non essere interessata a vendere la struttura. Nel 1958 la franchigia fece alcuni passi importanti per progredire, assumendo Buck Shaw come capo-allenatore e acquisendo Norm Van Brocklin in uno scambio coi Los Angeles Rams. Quell'anno vide anche gli Eagles trasferirsi dal Connie Mack Stadium (l'ex Shibe Park) al Franklin Field, dove le presenze di pubblico raddoppiarono. La squadra del 1959 mostrò lampi di vero talento, terminando seconda nella Eastern Division.

## 1960: il terzo titolo
Il 1960 rimane l'anno più celebrato nella storia degli Eagles. Shaw, Van Brocklin e Chuck Bednarik (ognuno alla sua ultima stagione prima del ritiro) guidarono una squadra nota più per la sua grinta che per il suo talento (un osservatore in seguito affermò che quella squadra "non aveva nulla tranne un campionato vinto") al suo primo titolo di division dal 1949. La squadra fu aiutata da due ricevitori da Pro Bowl, il wide receiver Tommy McDonald (che in seguito scrisse una breve autobiografia dal titolo "They Pay Me to Catch Footballs") e il tight end Pete Retzlaff. Il 26 dicembre 1960, in uno dei giorni più freddi registrati nella storia di Philadelphia, gli Eagles affrontarono i Packers di Vince Lombardi nella finale del campionato NFL e inflissero al leggendario allenatore l'unica sconfitta nei playoff della carriera. Bednarik giocò come centro in attacco e come linebacker in difesa. La gara si concluse con Bednarik che mise a segno un placcaggio su uno stanchissimo Jim Taylor rifiutandosi di farlo alzare fino allo scadere dei secondi finali.
Con la vittoria del campionato per 17-13 e il talentuoso Jurgensen pronto a prendere in mano le redini dell'attacco, il futuro sembrò promettente. Questo però si rivelò una mera illusione nelle annate successive.

## Anni di difficoltà (1961-1969)

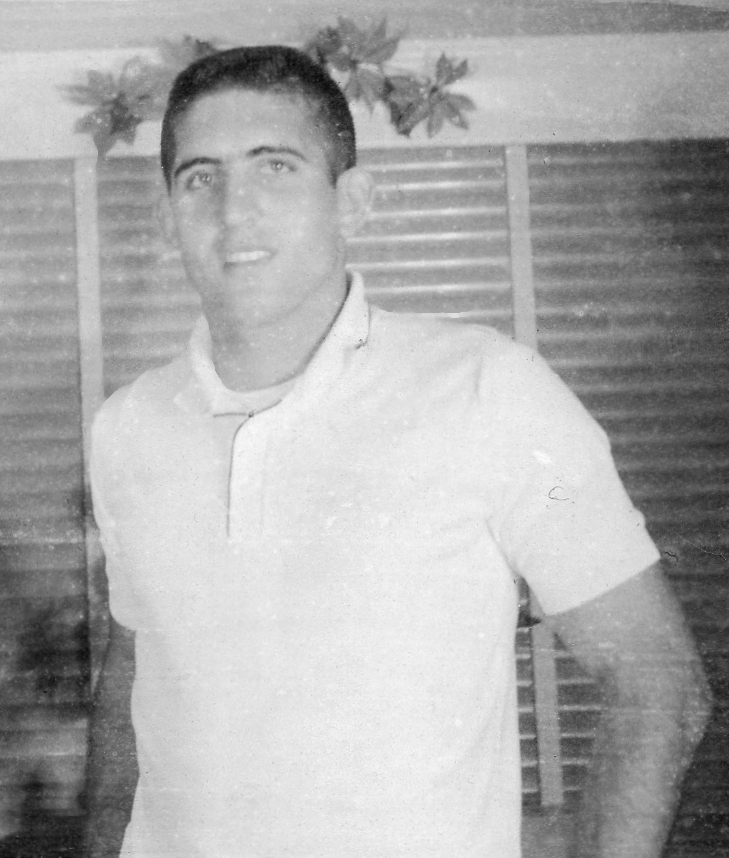
L'ex quarterback degli Eagles George Mira nel 1969.

Nel 1961, gli Eagles finirono solo mezza partita dietro i New York Giants per il primo posto della Eastern Conference con un record di 10-4. Malgrado i successi in campo, la franchigia era in subbuglio. Van Brocklin era giunto Philadelphia acconsentendo a giocare fino al 1960 col tacito consenso che, dopo essersi ritirato da giocatore, sarebbe succeduto a Shaw come capo-allenatore. La proprietà, tuttavia, optò per promuovere l'assistente Nick Skorich e Van Brocklin per ripicca lasciò l'organizzazione per andare ad allenare i Minnesota Vikings, al loro debutto nella lega. Nel 1962, la squadra decimata toccò il fondo vincendo solo tre partite e subendo una umiliante sconfitta per 49-0 coi Packers. I problemi fuori dal campo continuarono anche nel 1963, quando i rimanenti 65 proprietari degli originali Happy Hundred vendettero la squadra a Jerry Wolman, un trentaseienne milionario di Washington che pagò la somma senza precedenti di 5.505.000 dollari per il controllo del club. Nel 1964, Wolman assunse l'ex allenatore dei Cardinals e dei Washington Redskins Joe Kuharich con un contratto di 15 anni.
Molti criticarono pesantemente Kuharich come allenatore, dal momento che lo vedevano sprecare talenti di primo livello come Jurgensen, Timmy Brown, Ollie Matson e Ben Hawkins. Su insistenza di Kuharich, Jurgensen fu scambiato coi Washington Redskins per Norm Snead nel 1964: Jurgensen avrebbe avuto una carriera da Hall of Fame mentre Snead, seppur discreto, mancò del talento per togliere la squadra dalla mediocrità. Per il 1968, i tifosi erano in completa rivolta. Cori come “Joe vattene” aumentarono tra gli spalti mezzi vuoti del Franklin Field. Al danno si aggiunse la beffa quando gli Eagles vinsero due delle inutili tre gare della stagione che costarono loro la prima scelta assoluta del draft, negandosi di aggiungere un altro futuro Hall of Famer come O.J. Simpson al roster della squadra. Con la seconda scelta, gli Eagles selezionarono Leroy Keyes, che giocò solo quattro stagioni con la squadra. L'ultima gara della stagione 1968, giocata il 15 dicembre, confermò la reputazione tumultuosa dei tifosi di Philadelphia quando alcuni supporter insultarono e lanciarono palle di neve agli attori che stavano interpretando Babbo Natale. Nel 1969 Wolman aveva perso gran parte della sua fortuna ed era in bancarotta, lasciando la franchigia sotto l'amministrazione della Corte Federale. Gli Eagles alla fine furono acquistati dai Leonard Tose, un milionario nell'industria dei camion e uno degli Happy Hundred originali. La prima mossa ufficiale di Tose fu di licenziare Kuharich. Inizialmente gestì la franchigia con più entusiasmo che abilità come dimostrò la mossa di sostituire Kuharich con lo sfortunato Jerry Williams. Tose inoltre scelse l'ex grande giocatore degli Eagles Pete Retzlaff come general manager.

## Segnali di ripresa (1970-1979)
Nel 1971, gli Eagles si trasferirono dal Franklin Field al nuovissimo Veterans Stadium. Nella sua prima stagione, il “Vet” fu ampiamente acclamato come un trionfo dell'ingegneria sportiva moderna, un giudizio che ebbe vita breve. Eguale vita breve ebbe la permanenza di Williams come capo-allenatore: dopo un record di 3-10-1 nel 1970 e tre pesanti sconfitte consecutive contro Cincinnati, Dallas e San Francisco ad aprire la stagione 1971, Williams fu licenziato e sostituito dall'assistente Ed Khayat, un defensive lineman che aveva fatto parte della squadra del titolo del 1960 degli Eagles. Williams e Khayat furono ostacolati dalla decisione di Retzlaff di scambiare il quarterback titolare Norm Snead ai Minnesota Vikings all'inizio del 1971, lasciando gli Eagles a scegliere tra il girovago Pete Liske e il grezzo Rick Arrington.
Khayat perse le sue due prime gare ma vinse sei delle ultime nove grazie agli exploit della difesa, guidata dalla safety All-Pro Bill Bradley, che guidò la NFL in intercetti (11) e yard ritornate da intercetto (248).

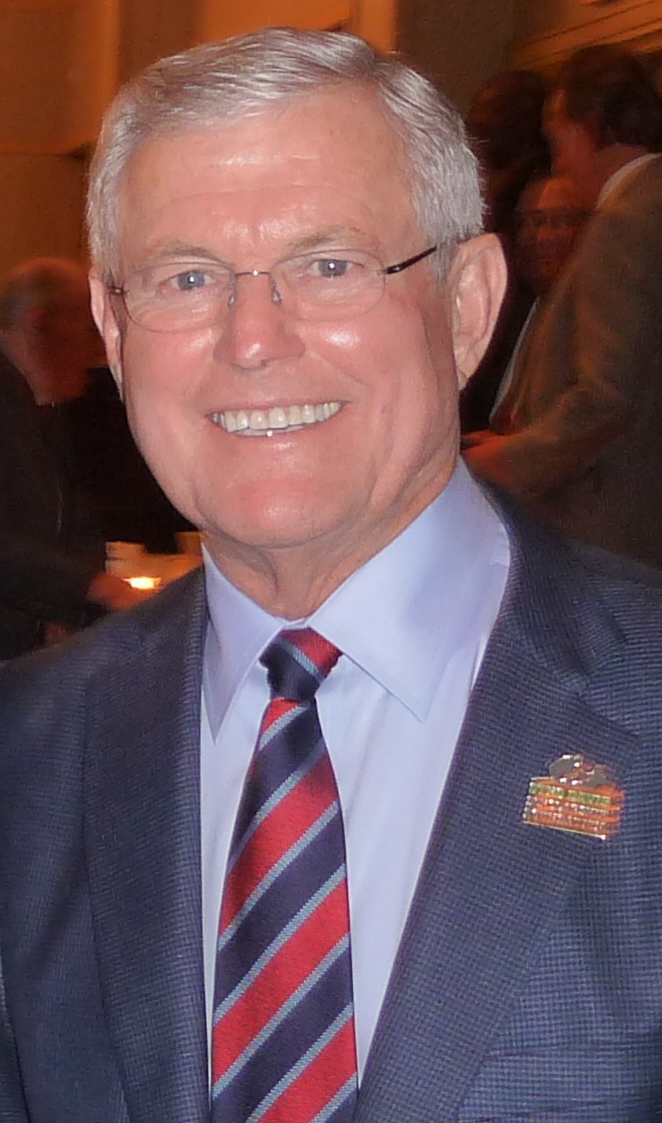
Dick Vermeil riportò gli Eagles a competere per il titolo.

La squadra regredì nel 1972 e Khayat fu svincolato dopo che gli Eagles terminarono con un bilancio di 2-11-1. Le due vittorie (entrambe in trasferta) furono delle sorprese. Philadelphia batté Kansas City (che aveva avuto il miglior record della AFC nell'anno precedente) 21-20 e Houston 18-17 con sei field goal del kicker Tom Dempsey. Quest'ultima divenne nota come "Johnny Rodgers Bowl", perché il perdente avrebbe terminato con il peggior record della lega e avrebbe ottenuto la prima scelta assoluta del Draft NFL 1973, in cui si pensava sarebbe stato scelto Johnny Rodgers dall'Università del Nebraska. Gli Oilers alla fine ottennero la prima scelta assoluta, con cui invece selezionarono il defensive end dalla University of Tampa John Matuszak (che avrebbe finito per affrontare Philadelphia nel Super Bowl diversi anni dopo). Con la sesta scelta, ottenuta dai San Diego Chargers, gli Eagles chiamarono il tight end da USC Charle Young.
Khayat fu sostituito dal guru offensivo Mike McCormack che, aiutato dall'abilità del quarterback Roman Gabriel e del giovane ricevitore Harold Carmichael, infuse un po' di vitalità a un attacco precedentemente asfittico. Il nuovo general manager Jim Murray iniziò anche a portare del talento in difesa, in particolare il linebacker futuro Pro Bowler Bill Bergey. In generale, però, la squadra navigava ancora nella mediocrità. McCormack fu licenziato dopo una stagione da 4-10 nel 1975 e sostituito da un allenatore proveniente dal college, sconosciuto alla maggior parte degli abitanti di Philadelphia. Quell'allenatore sarebbe divenuto uno dei nomi più amati della storia sportiva di Philadelphia: Dick Vermeil.
Vermeil incontrò diversi ostacoli nel ringiovanire una franchigia che non era più una seria candidata al titolo da più di un decennio. Malgrado i giovani talenti e i saltuari sprazzi di grandezza di Gabriel, gli Eagles terminarono la stagione 1976 come quella precedente, con un record di 4-10. Nel 1977, invece, si iniziò a intravedere un'inversione di tendenza. Il forte quarterback Ron Jaworski fu ottenuto dai Los Angeles Rams in cambio del popolare tight end Charlie Young. La difesa, guidata da Bergey e dal coordinatore difensivo Marion Campbell, iniziò a guadagnare le reputazione di una delle più cattive della lega. Nell'anno successivo, gli Eagles assorbirono completamente l'entusiasta indole di Vermeil, raggiungendo i playoff per la prima volta dal 1960. Il giovane running back Wilbert Montgomery divenne il primo giocatore degli Eagles dai tempi Steve Van Buren a superare le mille yard corse in una stagione. Il 1978 fu anche testimone di uno dei più grandi, e sicuramente il più surreale, momenti della storia degli Eagles: il "Miracle at the Meadowlands", quando Herman Edwards ritornò un fumble nel finale di gara del quarterback dei Giants Joe Pisarcik in touchdown con 20 secondi al termine della partita, risultando in una vittoria 19-17 degli Eagles (quella vittoria fu fondamentale a posteriori perché gli Eagles raggiunsero i playoff con un record di 9-7 quell'anno). Nel 1979, in cui gli Eagles arrivarono alla pari primi nella division con un record di 11-5 e Wilbert Montgomery superò il primato di franchigia correndo 1.512 yard, gli Eagles furono pronti per tornare nella élite della NFL.

## La prima partecipazione al Super Bowl e alcuni successi (1980-1990)

### 1980

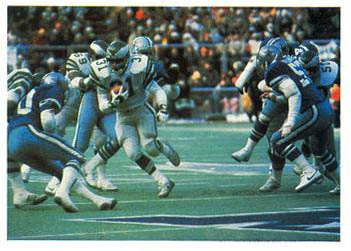
Gli Eagles batterono i Cowboys nella finale della NFC del 1980 qualificandosi per il loro primo Super Bowl

Nel 1980, la squadra, guidata da coach Dick Vermeil, dal quarterback Ron Jaworski, dal running back Wilbert Montgomery, dal wide receiver Harold Carmichael e il linebacker Bill Bergey, dominò la NFC, affrontando la propria nemesi, i Dallas Cowboys, nella finale di conference. La gara si disputò in condizioni fredde, davanti ai fiduciosi tifosi del Veterans Stadium. Guidati da una spettacolare prestazione di Montgomery, il cui touchdown su corsa nel primo tempo rimane una delle migliori azioni della storia degli Eagles, e la rocciosa prestazione del fullback Leroy Harris, gli Eagles segnarono solo un altro touchdown quel giorno, ma sufficiente per qualificarsi al Super Bowl XV vincendo per 20-7.
Gli Eagles viaggiarono fino a New Orleans per il Super Bowl XV dove erano i grandi favoriti contro gli Oakland Raiders, una squadra qualificatasi ai playoff solo come wild card. Le cose non procedettero nel modo sperato dagli Eagles, a cominciare dalla disastrosa decisione di Tose di portare il comico Don Rickles nello spogliatoio prima della partita per accendere gli animi dei giocatori. Il primo passaggio di Jaworski fu intercettato da Rod Martin, portando a un touchdown di Oakland. Sempre nel corso del primo quarto, un potenziale touchdown del pareggio da 40 yard fu annullato per una penalità. Il punteggio finale fu di 27-10 per i Raiders. Il quarterback veterano Jim Plunkett fu nominato MVP della partita. In una bizzarra coincidenza, Joe Kuharich morì quello stesso giorno.

### 1981-1985

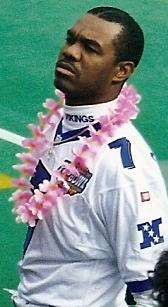
Randall Cunningham giocò dieci anni con gli Eagles.

Gli Eagles ebbero una grande partenza nella stagione 1981, vincendo le loro prime sei gare. Alla fine terminarono con un record di 10-6 guadagnando un wild card per i playoff, dove furono subito sconfitti dai New York Giants, 27-21. Dopo che la squadra terminò con un record di 3-6 nella stagione accorciate del 1982, Vermeil lasciò la squadra. Fu sostituito dal coordinatore difensivo Marion Campbell, conosciuto come "La volte delle paludi". Sotto la sua direzione la squadra faticò, anche se il periodo è degno di nota perché vide arrivare due stelle di prima grandezza come Randall Cunningham e il leggendario Reggie White. Le stagioni 1983-85 videro gli Eagles terminare rispettivamente con record di 5-11, 6-9-1, e 7-9.

### 1986-1988
Il regno degli errori di Campbell terminò nel 1986, quando Buddy Ryan fu nominato capo-allenatore. Immediatamente portò nella squadra la sua natura da duro, con gli Eagles che presto vennero conosciuti per la loro rocciosa difesa e la loro personalità rude. Ryan iniziò ringiovanendo la squadra svincolando diversi veterani, incluso Ron Jaworski. Randall Cunningham prese il suo posto e malgrado una stagione da 5-10-1, iniziò a mostrare notevoli progressi. Il 1987 vide un altro sciopero, riducendo la stagione di una partita. I sostituti che presero il posto dei giocatori effettivi durante le tre settimane di sciopero giocarono delle cattive prestazioni, inclusa una brutta sconfitta 41-22 coi Dallas Cowboys. Terminato lo sciopero, gli Eagles regolari vinsero la rivincita contro Dallas 37-20. La stagione terminò con un record di 7-8. Gli Eagles raggiunsero i playoff nel 1988 ma persero coi Chicago Bears 20-12 in quello che divenne conosciuto come "Fog Bowl", a causa delle condizioni nebbiose in cui si giocò la gara.

### 1989-1990
Le due stagioni successive videro la squadra qualificarsi ai playoff, senza riuscire però a superare il primo turno. Questi fallimenti furono molto frustranti per i tifosi degli Eagles, dal momento che la squadra era ritenuta una delle più talentuose della NFL. In attacco, gli Eagles erano guidati dal quarterback Cunningham, uno dei giocatori più spettacolari della sua generazione, dal tight end Keith Jackson e dal running back Keith Byars. La difesa di quegli anni è addirittura considerata la migliore della storia della lega a non aver mai vinto un campionato.
Le due partite del 1989 contro Dallas sono conosciute come Bounty Bowl. Entrambe furono vinte facilmente dagli Eagles (i Cowboys terminarono con un record di 1-15 quell'anno) e furono contrassegnate dagli insulti di Ryan al nuovo allenatore dei Cowboys Jimmy Johnson, che aveva messo una "taglia" (bounty) sul loro kicker e dai tifosi degli Eagles che lanciarono palle di neve nell'ultima gara della stagione.
Il 12 novembre 1990, durante un Monday Night Football al Vet, gli Eagles batterono i Washington Redskins con un punteggio di 28-14, con la difesa che segnò tre dei quattro touchdown della squadra. Più squilibrata di quanto il punteggio indicò, la gara venne soprannominata "the Body Bag Game", per attestare i danni fisici inflitti dalla squadra degli Eagles. Gli Eagles mandarono KO il quarterback titolare di Washington e poi infortunarono seriamente anche il suo sostituto. Il running back Brian Mitchell, che in seguito avrebbe firmato con gli Eagles, fu costretto a giocare come quarterback per i Redskins. Sfortunatamente, i Redskins fecero ritorno al Veterans Stadium nel primo turno dei playoff, battendo gli Eagles 20-6, terminando la loro stagione. Buddy Ryan fu licenziato a fine anno. Malgrado le sue parole sfrontate, gli Eagles non riuscirono a vincere una sola gara di playoff durante i suoi cinque anni di permanenza.

## Kotite e Rhodes (1991-98)
Nel 1991, gli Eagles divennero la prima squadra dal 1975 a classificarsi prima nella lega sia in yard concesse su corsa e su passaggio, ma competendo in un'ostica division non riuscirono a qualificarsi per i playoff malgrado un record di 10-6. Oltre a White, altri difensori degni di nota furono Jerome Brown, Clyde Simmons, Seth Joyner, Eric Allen, Wes Hopkins e Andre Waters.
Con Ryan licenziato da Norman Braman, il suo coordinatore offensivo, Rich Kotite, prese le redini della squadra. Anche se Cunningham subì un infortunio al tendine collaterale anteriore nella prima gara della stagione, gli Eagles disputarono una stagione rispettabile, mancando i playoff per un soffio. Nel 1992, Kotite riportò gli Eagles ai playoff con un record di 11-5. Nel turno delle wild card, gli Eagles sconfissero sonoramente i New Orleans Saints per 36-20. Gli Eagles furono eliminati dai Cowboys nel turno seguente (34-10). Alla fine della stagione, il DE Reggie White lasciò la squadra divenendo free agent. Dopo la stagione '92, il DT Jerome Brown morì in un incidente automobilistico il 25 giugno. Nel 1993 e 1994, la squadra di Kotite si disgregò dopo partenze promettenti e mancando i playoff con record di 8-8 e 7-9. A questo punto, Braman era divenuto impopolare tra la maggior parte dei tifosi locali e una presenza polarizzante nella dirigenza. Alla fine decise di vendere la squadra all'attuale proprietario Jeffrey Lurie. Una delle sue prime mosse fu di licenziare Kotite.
La scelta di Lurie per sostituire Kotite fu il coordinatore difensivo dei San Francisco 49ers Ray Rhodes, che riuscì con successo a portare con sé il free agent Ricky Watters dalla sua precedente squadra. Nel 1995, la prima stagione di Rhodes, gli Eagles ebbero una partenza lenta perdendo tre delle prime quattro sfide. Successivamente si ripresero terminando con un record di 10-6 e un posto nei playoff. Nel primo turno, Philadelphia giocò in casa sovrastando i Detroit Lions 58-37, segnando 31 punti nel solo terzo quarto. Malgrado questa prestazione dominante, ancora una volta, gli Eagles furono eliminati nel turno successivo da Cowboys (30-11). Quella sarebbe stata l'ultima gara di Randall Cunningham come Eagle. Cunningham segnò l'unico touchdown della gara di Philadelphia che fu anche l'ultimo per la squadra delle successive sei stagioni.
Il 1995 rimase negli annali soprattutto perché fu l'ultimo anno di Cunningham come quarterback titolare della squadra. Rhodes lo mise in panchina in favore di Rodney Peete, generando attrito tra i due. Prima dello spostamento in panchina, circolarono voci che Lurie e Rhodes avevano tentato di scambiare Cunningham con gli Arizona Cardinals. Tuttavia tale scambio non avvenne e Cunningham si ritirò a fine stagione, salvo tornare nel 1998, quando condusse i Vikings a un passo dal Super Bowl.
Nel 1996, gli Eagles passarono a delle nuove uniformi di una tinta verde più scura. Ebbero una buona partenza, vincendo tre delle prime quattro gare. Nella settimana 5, però, al Veterans Stadium contro gli odiati Cowboys, Peete si infortunò per il resto della stagione e la squadra terminò il suo momento positivo, con l'attacco guidato da Ty Detmer e Watters. Mentre Detmer giocò bene e Watters corse 1.411 yard, la stagione seguì un canovaccio familiare: un record di 10-6 e una immediata eliminazione dai playoff (un 14-0 subito dai 49ers). Le continue eliminazioni all'inizio dei playoff portarono tifosi e stampa a dare la colpa ai costosi free agent ingaggiati (Irving Fryar, Watters, Troy Vincent e Guy McIntyre) per non imporsi nelle partite più importanti, specialmente nei playoff. Il carattere di Rhodes gradualmente si deteriorò a causa dello stress del lavoro e i giocatori iniziarono ad essere stanchi dei suoi comportamenti autoritari. Dopo una stagione di alti e bassi da 6-9-1 nel 1997, il punto più basso si raggiunse nel 1998. Gli Eagles terminarono con un record di 3-13, il peggiore della storia della franchigia, classificandosi ultimi in diverse statistiche offensive. Le presenze allo stadio erano in calo, la controversia su chi dovesse giocare come quarterback titolare deteriorò uno spogliatoio in cui vigeva già un clima esplosivo e tutti i giocatori che avevano le loro faide con lo staff degli allenatori. Rimasto con poca scelta dopo la disastrosa stagione, coi tifosi in rivolta e il morale della squadra a terra, Lurie non poté far altro che licenziare Rhodes.

## L'era Reid (1999-2012)

### 1999-2002

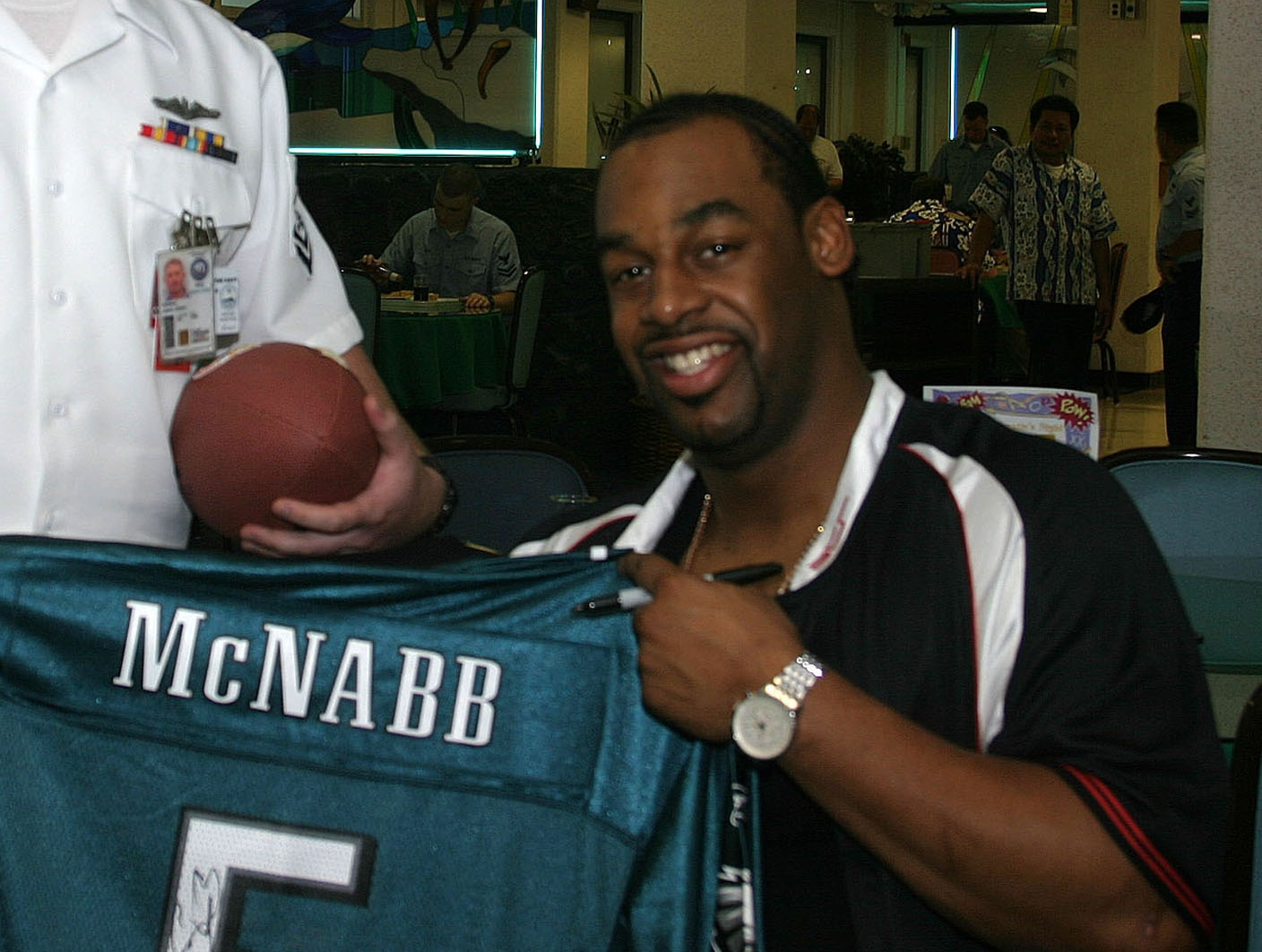
Donovan McNabb fu la seconda scelta assoluta del Draft NFL 1999.

La resurrezione giunse sotto la leadership del nuovo capo-allenatore Andy Reid, che iniziò scegliendo dalla Syracuse University il quarterback Donovan McNabb come secondo assoluto nel Draft NFL 1999 (gli Eagles avrebbero dovuto avere la prima scelta assoluta ma questa spettò ai Cleveland Browns al loro ritorno nella lega dopo tre anni di assenza). Malgrado l'aver fatto spazio nel roster svincolando veterani impopolari (come Watters e Irving Fryar), Reid era virtualmente uno sconosciuto quando fu scelto come capo-allenatore e la sua firma fu accolta come scetticismo a Philadelphia. Nemmeno McNabb fu considerato una buona scelta dai tifosi degli Eagles. Quando fu chiamato al draft, molti fan degli Eagles fischiarono la scelta, credendo che al posto suo la squadra avrebbe dovuto selezionare Ricky Williams. Tali scelte tuttavia si rivelarono sagge: con Reid in cabina di comando e l'emergere di McNabb come uno dei migliori giocatori della lega, gli Eagles sperimentarono uno dei periodo più proficui della loro storia. Il 1999 fu comunque un anno di ricostruzione per gli Eagles che vinsero solo cinque partite, con l'affluenza di pubblico che apparve ancora bassa dal momento che due gare in casa non fecero registrare il tutto esaurito. Nella settimana 5 della stagione, domenica 10 ottobre 1999, a Philadelphia il ricevitore di Dallas Michael Irvin soffrì un infortunio alla schiena che pose fine alla sua carriera mentre i tifosi degli Eagles esultavano mentre si trovava a terra sul campo. Persino i telecronisti televisivi espressero il loro disgusto per questo comportamento. Il 2000 vide la squadra raggiungere un record di 11-5, raggiungendo i playoff come wild card riportando entusiasmo tra i tifosi. Dopo aver sconfitto nettamente i Tampa Bay Buccaneers 21-3, gli Eagles si qualificarono per il secondo turno di playoff, solo per perdere 20-10 contro i Giants.

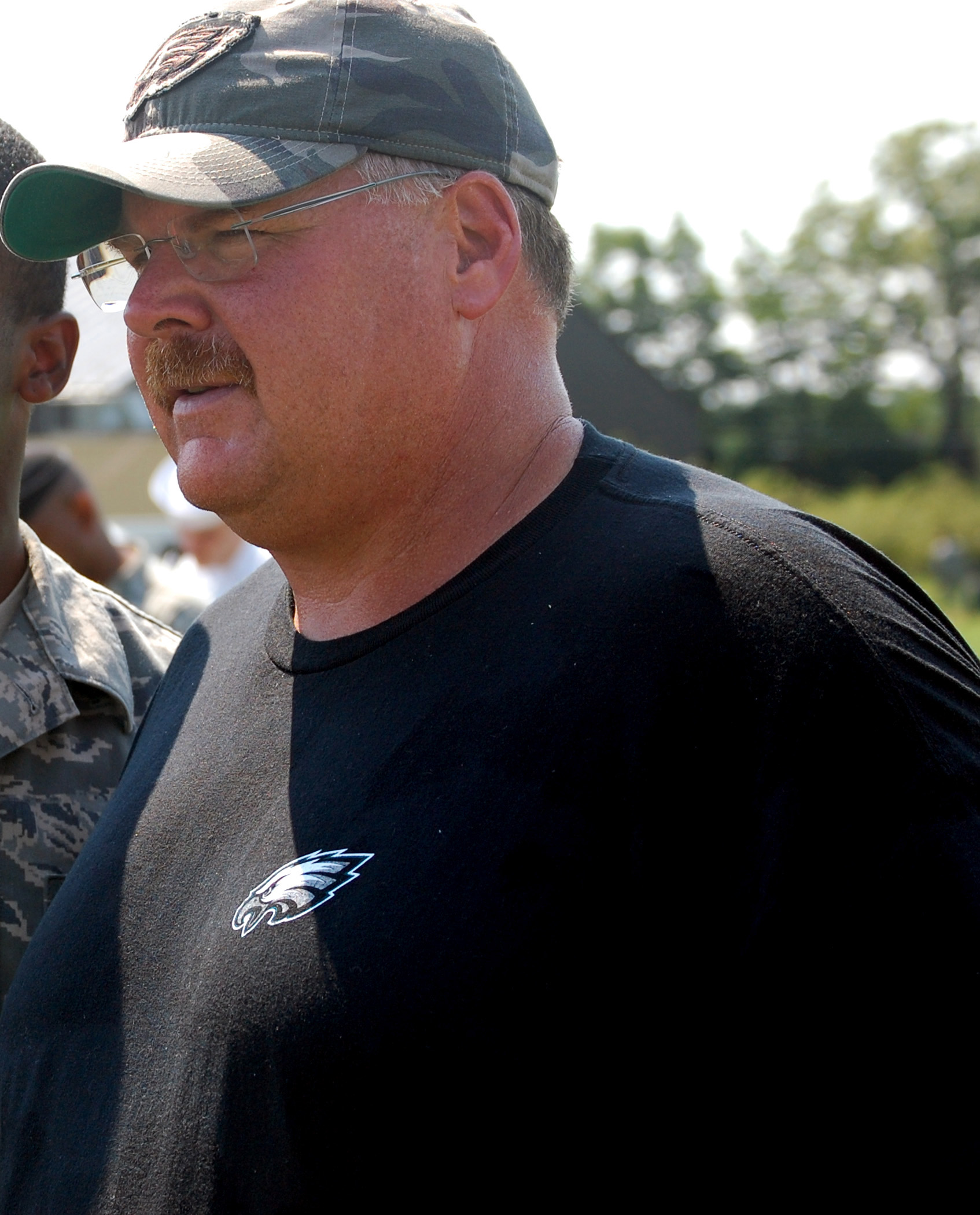
Andy Reid divenne l'allenatore della squadra nel 1999

La stagione regolare 2000 si aprì a Dallas (3 settembre), nella partita poi conosciuta come "Pickle Juice Game". La temperatura al calcio d'inizio al Texas Stadium era di 42,78 °C e salì quasi a 48, facendone la gara più calda della storia della NFL, battendo il precedente record stabilito nel 1997 nella gara Cowboys-Cardinals in Arizona. Il soprannome deriva dal fatto che il preparatore degli Eagles fece bere ai propri giocatori del succo (juice) da vasetti di cetrioli sottaceto (i pickle) per fornire loro i sali minerali necessari. Gli Eagles batterono i Cowboys 44-14 con diversi giocatori dei Cowboys costretti a rimanere in panchina, inabili a giocare a causa della temperatura brutale, cosa che non capitò invece agli Eagles. Quella gara assunse anche il significato dell'inizio del dominio di Philadelphia nella NFC East e la fine di quello dei Cowboys.
Dopo un record di 11-5 nel 2001, gli Eagles raggiunsero nuovamente i playoff, questa volta vincendo la propria division. Nel primo turno superarono facilmente i Buccaneers per 31-9. Nel secondo turno, gli Eagles batterono i Bears 33-19 al Soldier Field. Raggiunta la finale della NFC, non riuscirono a fermare i St. Louis Rams, che li batterono 29-24.
Malgrado gli infortuni, McNabb guidò gli Eagles a un record di 12-4 nel 2002. Per il secondo anno consecutivo raggiunsero la finale della NFC ma persero in casa 27-10 contro i futuri vincitori del Super Bowl, i Tampa Bay Buccaneers.

### 2003
Nel 2003 la squadra perse le prime due partite, entrambe nella sua nuova casa. La prima 17-0 contro i Tampa Bay Buccaneers nella prima gara di sempre al Lincoln Financial Field. Ancora una volta la squadra terminò con un record di 12-4. Dopo aver raggiunto la finale di conference, la squadra divenne la prima della storia a giungere così lontano nei playoff dopo aver perso la prima gara della stagione senza aver segnato alcun punto. Raggiunsero quella distinzione malgrado in tutta la stagione, i wide receiver della squadra avessero segnato solamente cinque touchdown su ricezione. I ricevitori degli Eagles passarono sia il mese di settembre che quello di ottobre senza segnare un solo touchdown, l'ultima volta che capitò nella NFL fu nel 1945. Ancora una volta però, la squadra non riuscì a raggiungere il Super Bowl, venendo battuta dai Carolina Panthers 14-3.

### 2004: ritorno al Super Bowl
Gli Eagles si impegnarono per arrivare al wide receiver All-Pro Terrell Owens e lo acquisirono in un controverso scambio a tre con Baltimore Ravens e San Francisco 49ers, il marzo 2004. Owens si scontrò spesso con McNabb e fu svincolato dagli Eagles dopo la stagione 2005.

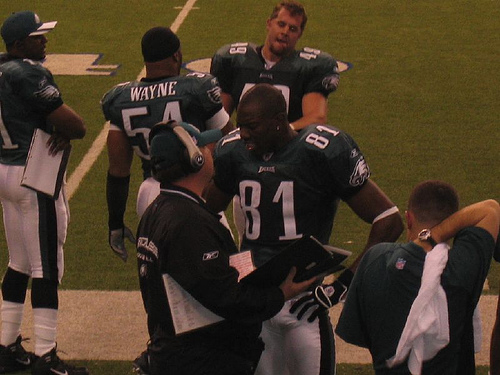
Terrell Owens disputò due controverse stagioni a Philadelphia.

La stagione 2004 iniziò col botto quando Owens ricevette tre passaggi da touchdown da McNabb nel debutto contro i New York Giants. Owens terminò con esattamente 1.200 yard ricevute e 14 touchdown quella stagione, anche se la sua annata terminò prematuramente per un infortunio alla caviglia subito coi Dallas Cowboys il 19 novembre. La loro vittoria 12-7 di quella gara gli assicurò il vantaggio casalingo per tutte le gare dei playoff della NFC per il terzo anno consecutivo. Gli Eagles pareggiarono un record quando si assicurarono la matematica vittoria della propria division (la quarta volta consecutiva) dopo sole 11 settimane di stagione, raggiungendo i Chicago Bears del 1985 e i San Francisco 49ers del 1997. Nelle ultime due ininfluenti gare della stagione regolare la squadra fece riposare molti titolari, perdendole entrambe ma con un record di 13-3 stabilì comunque il proprio primato in una stagione a 16 partite. McNabb giocò fino a quel momento la sua miglior stagione, passando 3.875 yard e 31 touchdown, con soli otto intercetti. Questo lo rese il primo quarterback nella storia della NFL a passare 30 o più touchdown a fronte di meno di 10 intercetti. La corsa nei playoff iniziò nel divisional round in casa contro i Minnesota Vikings. Gli Eagles passarono subito in vantaggio e non lo abbandonarono più, con McNabb che guidò un efficiente attacco sui passaggi (21 su 33 per 286 yard e 2 TD), Brian Westbrook dominò correndo 70 yard e, Freddie Mitchell ricevette 65 yard e un TD, con Philadelphia che vinse 27-14, raggiungendo la quarta finale della NFC consecutiva.
Il 23 gennaio 2005 gli Eagles giocarono la quarta finale della NFC consecutiva, un fatto senza precedenti nell'era del salary cap della NFL. Alla fine la squadra riuscì a non deludere le aspettative dei propri tifosi, battendo gli Atlanta Falcons di Michael Vick per 27-10, raggiungendo il primo Super Bowl in 24 anni. La vittoria portò la città di Philadelphia a grandi festeggiamenti.
Con due vittorie del Super Bowl negli ultimi tre anni, i New England Patriots di Tom Brady campioni in carica erano pesantemente favoriti. La gara fu dominata dalle difese fino al terzo quarto ma nell'ultimo periodo i Patriots passarono in vantaggio di 10 punti. Le difficoltà di inizio partita avevano esaurito le energie di tutti i giocatori e malgrado i suoi migliori sforzi, McNabb non riuscì a portare la squadra oltre il raggio dei field goal, venendo intercettato nei secondi finali di gare. Il punteggio finale fu di 24-21 e i Patriots vinsero il loro terzo titolo in quattro stagioni.

### 2005
I campioni in carica della NFC non iniziarono bene la stagione 2005 perdendo in trasferta coi Falcons. Nella gara successiva vinsero coi 49ers ma a McNabb fu diagnosticata un'ernia. Dopo due vittorie a fatica, nella settimana 5 gli Eagles furono battuti nettamente dai Cowboys di 23 punti. Dopo la settimana di pausa vinsero una gara all'ultimo secondo coi Chargers, coi tifosi che sperarono potesse essere la svolta di una stagione traballante. Invece una sconfitta coi Denver Broncos li fermò nuovamente. Col passare della settimane crebbero le critiche attorno a Andy Reid originate da un cattivo gioco sulle corse e sul sovraccaricare di lavoro un infortunato McNabb. Oltre a ciò la squadra dovette lottare con le cattive prestazioni degli special team, le bizze praticamente settimanali di Terrell Owens e gli infortuni di McNabb, Correll Buckhalter, Todd Pinkston, Lito Sheppard, Dirk Johnson e David Akers.
Il 4 novembre 2005, su ESPN, Terrell Owens criticò la dirigenza degli Eagles per non aver celebrato il suo centesimo touchdown su ricezione. Inoltre si dichiarò d'accordo con l'asserzione di Michael Irvin per cui gli Eagles sarebbero stati imbattuti con Brett Favre come quarterback. Malgrado le scuse di Owens alla dirigenza il giorno successivo (ma non a McNabb), fu sospeso a tempo indefinito. Ci furono anche voci di una rissa a colpi di pugni con Hugh Douglas e i cattivi rapporti con gli altri giocatori portarono alla sua sospensione. Dopo una sconfitta contro i Redskins, Reid in conferenza stampa affermò che T.O. non avrebbe più giocato con gli Eagles in quella stagione.
Le cose andarono di male in peggio nel prosieguo dell'anno, terminato con un record di 6-10 e per la prima volta dal 1999 fuori dai playoff.

### 2006

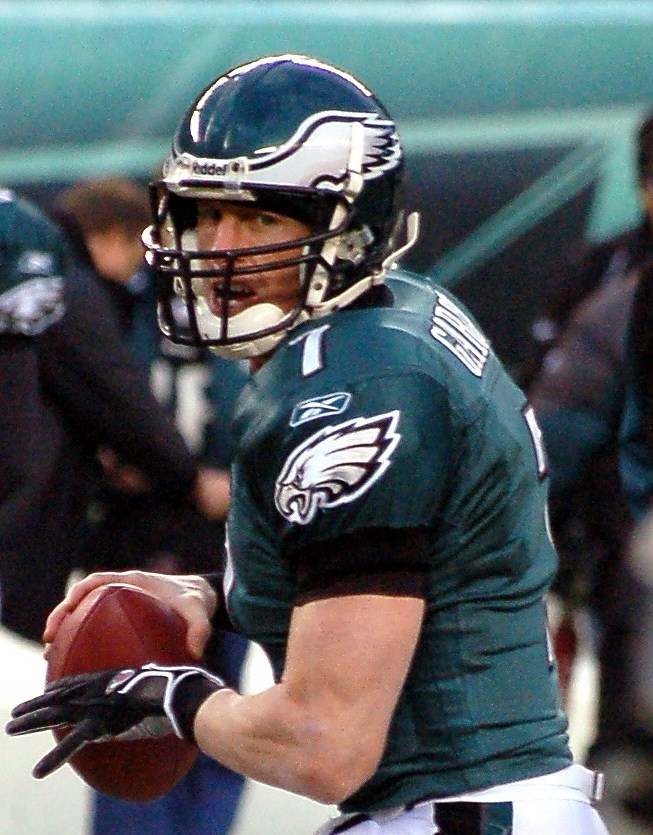
Jeff Garcia condusse gli Eagles ai playoff nel 2006.

La stagione 2006 iniziò bene per gli Eagles che batterono al debutto gli Houston Texans. Su un record di 3-1, gli Eagles affrontarono il ritorno di Owens a Philadelphia, colpito dagli sberleffi del pubblico, con la squadra che batté i Cowboys e salì in cima alla division.
McNabb disputò una delle migliori stagioni della storia degli Eagles. Dopo la vittoria su Dallas, gli Eagles persero contro i New Orleans Saints, nella sfida tra le due migliori squadre della conference. La settimana successiva persero all'ultimo secondo a Tampa. Persero anche contro i Jaguars prima di superare nettamente i Redskins dopo il turno di pausa. Nella successiva sconfitta coi Titans di Vince Young, McNabb si infortunò nuovamente. Al suo posto gli Eagles chiamarono Jeff Garcia che passando 10 touchdown a fronte di un solo intercetto nelle successive gare riportò la squadra in corsa per i playoff con 5 vittorie consecutive. Gli Eagles terminarono con un record di 10-6 e la qualificazione come wild card ai playoff. Nel primo turno vinsero in casa contro Giants 23-20 grazie a un field goal di David Akers, nell'ultima gara in carriera di Tiki Barber. Nel turno successivo vi fu una rivincita del match della settimana 6 contro i Saints. Gli Eagles persero con lo stesso punteggio della partita precedente: 27-24. Andy Reid prese la controversa decisione di far calciare un punt quando mancavano solo due minuti al termine della gara.

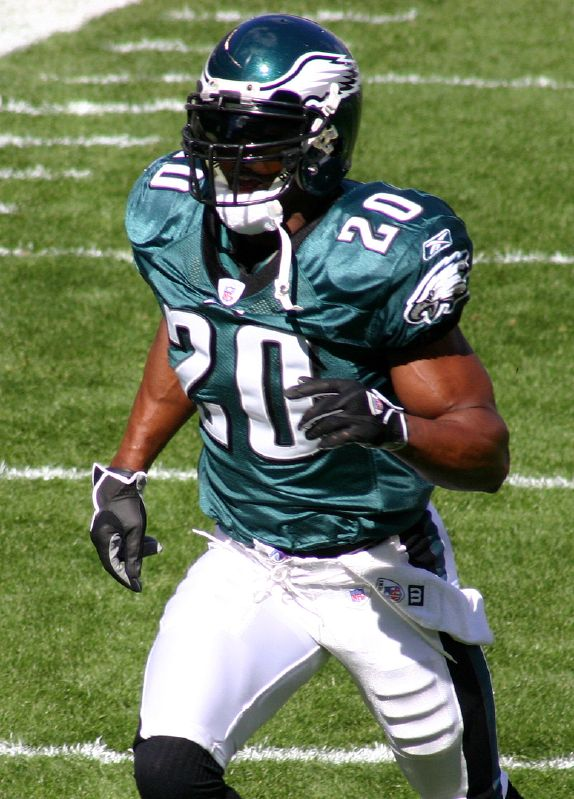
Brian Dawkins nel 2007.

### 2007
Il 2007 fu la stagione numero 75 della storia degli Eagles. McNabb ebbe delle prestazioni nella media e saltò le ultime tre gare a causa di un infortunio. La squadra concluse solamente con un record di 8-8 e mancò l'accesso ai playoff.

### 2008
L'inizio della stagione 2008 presentò una buona opportunità per gli Eagles. Donovan McNabb ebbe una buona partenza, Brian Westbrook segnò diversi touchdown su corsa e il ricevitore rookie DeSean Jackson divenne una figura importante nel gioco dei passaggi della squadra. Nella settimana 10 contro i Bengals però McNabb giocò male e la gara finì ai supplementari in un pareggio, il primo nella NFL dal 2002. Ancora peggio andò nella settimana successiva contro i Ravens, in cui McNabb fu messo in panchina per le sue cattive prestazioni e sostituito con Kevin Kolb che però venne intercettato da Ed Reed che ritornò il pallone in touchdown record da 107 yard. Nella importante gara della successiva settimana contro i Cardinals fu McNabb a partire come titolare e sorprese tutti con un'ottima prova guidando la squadra alla vittoria con 4 touchdown. Seguirono tre vittorie consecutive ma una inaspettata sconfitta contro i mediocri Redskins mise in dubbio le possibilità di raggiungere i playoff da parte degli Eagles. I dubbi furono spazzati via con la vittoria contro i Cowboys, grazie alla quale centrarono la post-season, dove batterono nel primo turno i Minnesota Vikins. Nel turno successivo superarono anche i New York Giants campioni in carica e giunsero alla quinta finale della NFC in nove anni. Philadelphia però perse contro la squadra sorpresa dell'anno, gli Arizona Cardinals di Kurt Warner, venendo eliminata.

### 2009
Ad agosto, la squadra attirò delle critiche dopo aver firmato l'ex quarterback dei Falcons Michael Vick, recentemente rilasciato da una prigione federale dopo essere stato condannato per dei combattimenti illegali tra cani. Nella prima gara della stagione regolare contro Carolina, McNabb si infortunò a una costola perdendo due partite, con Kevin Kolb che prese il suo posto come titolare. Philadelphia subì una brutta sconfitta contro New Orleans e poi batté Kansas City la settimana successiva. McNabb fece ritorno e anche Vick iniziò a scendere in campo. Egli ebbe una partenza lenta e fu utilizzato sporadicamente nel corso della stagione. Dopo una sconfitta per 13-9 a Oakland, gli Eagles batterono i Redskins 27-17 nel Monday Night Football. Nel corso di quella gara, il running back Brian Westbrook subì una grave commozione cerebrale, rimanendo a terra incosciente. Fece ritorno nella settimana 10 a San Diego ma subì una seconda commozione cerebrale. Dopo di ciò, per Philadelphia iniziò una striscia di cinque vittorie consecutive, centrando i playoff dopo la vittoria coi Broncos nella settimana 16, che vide anche il ritorno in azione di Brian Westbrook dopo un'assenza durate cinque settimane. Una sconfitta con Dallas nell'ultima settimana consentì però ai Cowboys di vincere la division, con gli Eagles che dovettero accontentarsi di una wild card. Le due squadre si affrontarono nuovamente nel primo turno di playoff ma Philadelphia fu ancora sconfitta per 34-14.

### 2010
L'11 gennaio 2010, il general manager Tom Heckert fu assunto dai Cleveland Browns con lo stesso ruolo. Fu sostituito da Howie Roseman, che fu promosso da vicepresidente del personale. Il 23 febbraio 2010, gli Eagles svincolarono il running back titolare Brian Westbrook, leader di tutti i tempi della franchigia per yard totali guadagnate dalla linea di scrimmage con 9.785 yard.
La più grande sorpresa giunse la domenica di Pasqua, quando la squadra scambiò il quarterback Donovan McNabb coi loro rivali di division dei Washington Redskins per una scelta del secondo giro del Draft NFL 2010 (la numero 37) e una scelta del terzo o quarto giro del Draft NFL 2011. Kevin Kolb fu nominato quarterback titolare della squadra.

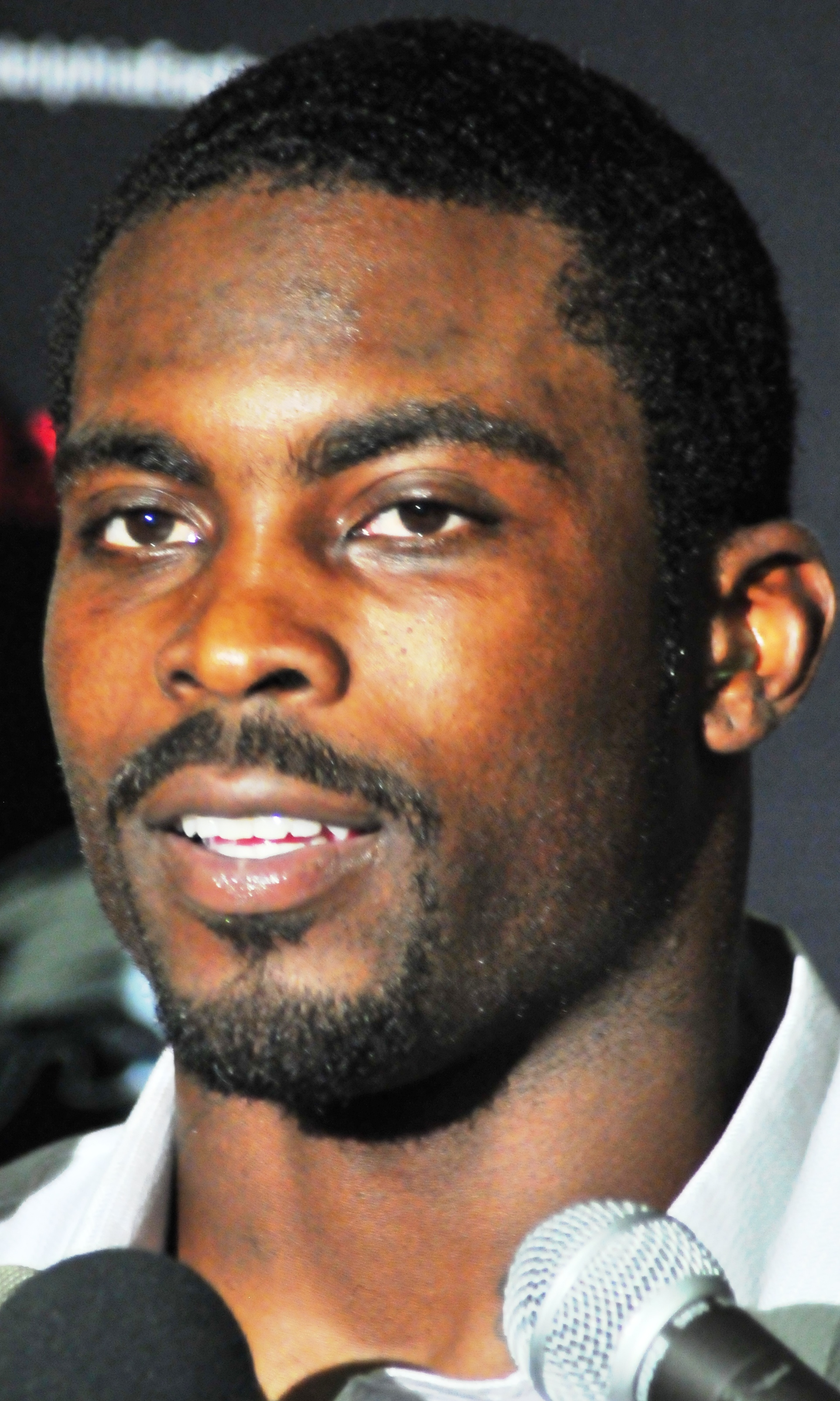
Michael Vick divenne titolare nella stagione 2010.

L'inizio dell'era Kolb non fu positiva per gli Eagles che persero contro i Green Bay Packers nella gara di debutto stagionale nelle condizioni climatiche avverse del Lincoln Financial Field. Kolb fu scagliato a terra dal linebacker dei Packers Clay Matthews perdendo tutto il resto della partita dopo aver subito una commozione cerebrale. Altri cinque giocatori dei Packers e degli Eagles si infortunarono in quella gara. Michael Vick sostituì Kolb ma i Packers vinsero 27-20.
Con Vick tome titolare, gli Eagles batterono in trasferta i Detroit Lions 35-32 nella settimana 2 con una notevole prestazione di Vick a guidare l'attacco. Nonostante Kolb fosse inizialmente ritenuto il titolare una volta che si fosse ripreso dall'infortunio, Andy Reid mantenne Vick come titolare. La squadra si spostò poi a Jacksonville, dove Vick segnò 4 touchdown (tre passati e uno corso) senza intercetti nella netta vittoria 28-3 sui Jaguars.
La settimana 4 vide il ritorno di McNabb a Philadelphia. Gli fu tributata una calda ovazione e i Redskins segnarono un touchdown all'inizio del primo quarto. Dopo ciò, entrambi gli attacchi faticarono ma gli Eagles segnarono due field goal. Le cose però si complicarono rapidamente quando Vick si infortunò alle costole mentre fu placcato durante una corsa verso la end zone. Kolb entrò al suo posto ma non giocò una prestazione positiva. Passò un touchdown nell'ultimo periodo, quando la partita era ormai compromessa, coi Redskins che vinsero 16-12. A fine partita, a Vick fu diagnosticata una rottura della cartilagine, facendogli perdere almeno una partita.

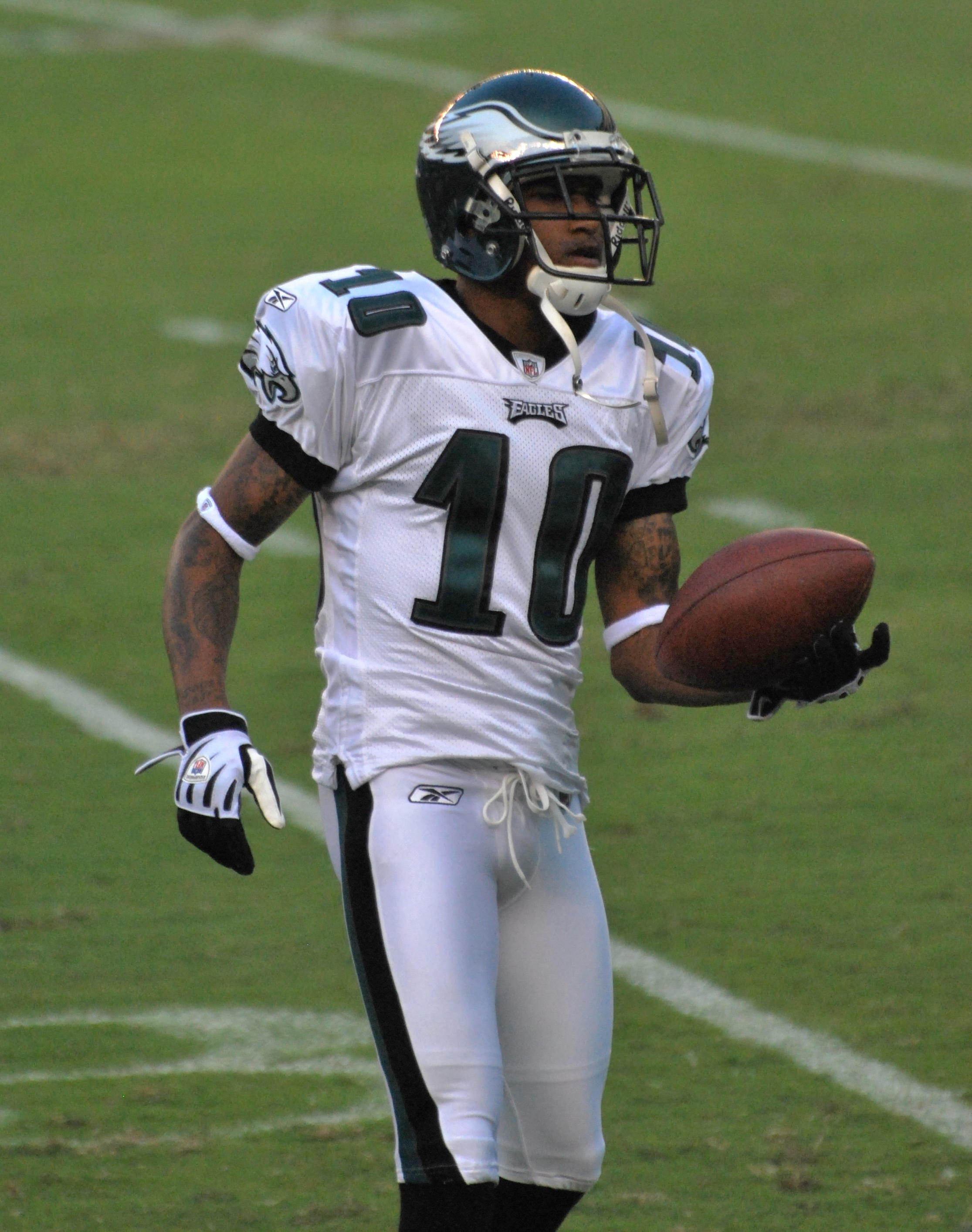
Il ricevitore DeSean Jackson.

Con Kolb come titolare, gli Eagles affrontarono i 49ers ancora a secco di vittorie. Kolb passò 253 yard e un touchdown, guidando la squadra alla vittoria 27-24. Philadelphia vinse la sua prima gara casalinga battendo i Falcons 31-17 nella settimana 6. Kolb continuò a migliorare passando 326 yard, 3 touchdown e un intercetto. Nella settimana 8 contro Tennessee invece giocò male lanciando due intercetti e un solo touchdown, con gli Eagles che persero e si trovarono su un record di 3-3 prima della settimana di pausa. Per la gara della settimana 10 contro i Coltrs, Vick tornò titolare. In una gara fisicamente intensa Vick segnò due touchdown (uno passato e uno corso) portando la squadra alla vittoria. Nella gara seguente, gli Eagles volarono a Washington, dove balzarono presto in vantaggio per 14-0 dopo cinque minuti. Nel secondo quarto segnarono altri due touchdown salendo a 28-0. La gara si concluse con un trionfale punteggio di 59-28 su Washington. In totale, la squadra segnò 8 touchdown, sei dei quali di Michael Vick che passò 333 yard e ne corse 80 in una delle migliori prestazioni della sua carriera.
La settimana seguente gli Eagles persero contro Chicago, con Vick che lanciò il primo intercetto in stagione. La squadra però si rifece battendo Houston il giovedì successiva, malgrado una prestazione mediocre della difesa.
Nella settimana 14, gli Eagles affrontarono i Cowboys, che però erano una squadra decisamente più debole di quella che li aveva battuti tre volte l'anno precedente. Michael Vick giocò una gara nella media, anche se spiccò un passaggio da touchdown di 90 yard per DeSean Jackson. In una partita equilibrata, gli Eagles prevalsero 30-27 eliminando Dallas dalla corsa ai playoff.
Nella settimana 15, gli Eagles batterono New York rimontando uno svantaggio di ben 21 punti nel secondo tempo. Nel finale di gara, Desean Jackson ritornò un punt per 65 yard in touchdown, sigillando la vittoria per 38-31. Quella giocata divenne nota come "Miracle at the New Meadowlands". Dopo aver conquistato il primo titolo di division degli ultimi quattro anni, gli Eagles giocarono una sorprendentemente brutta partita contro Minnesota e persero. La squadra perse anche l'ultima inutile gara della stagione regolare, prima di prepararsi ad ospitare in casa Green Bay nel primo turno di playoff. Malgrado l'aver messo in difficoltà i Packers, Philadelphia nella sua prima gara di playoff in casa dal 2006, perse 21-16, con Vick che fu intercettato nell'ultimo minuto di gioco. Il Pro bowler David Akers, che aveva disputato una delle migliori stagioni di sempre per un kicker, contribuì giocando una delle sue rare cattive prestazioni, segnando un solo field goal su tre e sbagliandone da 34 e 41 yard.

### 2011: "Dream Team"

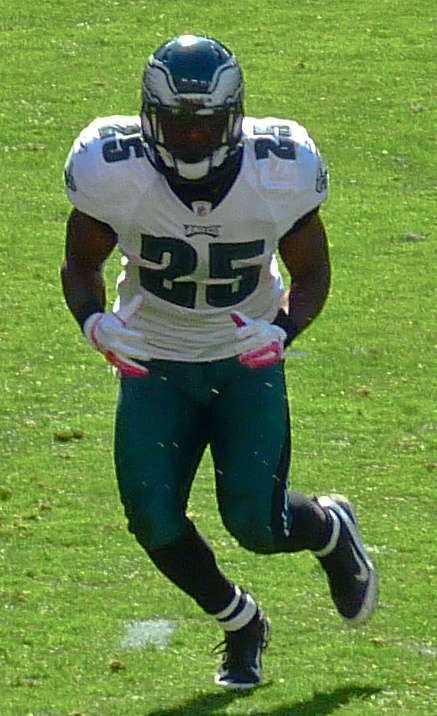
LeSean McCoy nel 2011.

Prima dell'inizio della stagione 2011, la squadra firmò una notevole quantità di pregiati free agent come il cornerback Nnamdi Asomugha, il running back Ronnie Brown, il wide receiver Steve Smith, il tight end Donald Lee, il defensive end Jason Babin, il defensive tackle Cullen Jenkins e il cornerback Dominique Rodgers-Cromartie. Nel frattempo, Kevin Kolb, infastidito dall'aver perso il posto da titolare in favore di Michael Vick nel 2010, fu scambiato con Arizona per Cromartie. A sostituirlo fu l'ex quarterback dei Titans Vince Young. Vince Young generò grande clamore attorno a Philadelphia, chiamando la squadra un "Dream Team".
Anche se la squadra vinse la gara di debutto a St. Louis, il Dream Team fallì nei suoi propositi, con Michael Vick che cadde vittima di infortuni e palloni persi. Gli Eagles persero quattro gare consecutive. Con Vince Young in cabina di regia, Philadelphia batté i Washington Redskins nel finale della gara della settimana 6. Nella settimana 8, Vick ritornò contribuendo a sconfiggere i Cowboys in casa 34-7. Dopo altre sconfitte contro Chicago e Arizona, gli Eagles batterono i New York Giants e poi persero contro New England e i Seattle Seahawks, prima di vincere le ultime quattro partite e terminare fuori dai playoff con un record di 8-8. Tra le note più positive della stagione vi fu il running back LeSean McCoy che fu inserito nel First-team All-Pro e guidò la NFL con 17 touchdown su corsa.

### 2012: l'ultima stagione di Andy Reid
Nella prima gara della stagione 2012, vinta per un soffio contro i Cleveland Browns, Vick faticò per tutta la partita lanciando 2 touchdown e ben 4 intercetti, concludendo con 29 passaggi tentati su 56 tentativi per 317 yard. Nel turno successivo, gli Eagles vinsero contro i Baltimore Ravens con Vick che subì altri due intercetti ma per la seconda gara consecutiva fu decisivo nell'ultimo drive segnando su corsa il touchdown della vittoria.
Nella settimana 4 gli Eagles si portarono su un record di 3-1 vincendo l'ottava partita negli ultimi nove incontri disputati contro i Giants. Nel turno successivo Philadelphia perse la seconda gara stagionale contro gli Steelers col quarterback con Vick che passò 175 yard e 2 touchdown ma commise anche 2 fumble. Nella settimana 6 giunse la seconda sconfitta consecutiva per gli Eagles ai supplementari con i Lions in cui Vick lanciò 311 yard con 2 touchdown e 2 intercetti.
Nella settimana 10 Vick subì una commozione cerebrale nella partita contro i Dallas Cowboys, venendo sostituito dal quarterback rookie Nick Foles, che partì titolare anche nella gara successiva contro i Redskins. Foles completò 21 passaggi su 46 tentativi per 204 yard e subì 2 intercetti nella netta sconfitta in casa di Washington. Nel Monday Night Football successivo, perso contro i Carolina Panthers, Foles, sempre come titolare lanciò 119 yard senza touchdown e intercetti.
Foles continuò a partire dall'inizio per la terza settimana consecutiva contro i Dallas Cowboys. Malgrado una buona prova del quarterback, che passò 251 yard e un touchdown, gli Eagles uscirono sconfitti. A fine gara fu annunciato che Nick sarebbe rimasto il titolare della squadra per tutto il resto della stagione. Foles interruppe la peggior striscia negativa degli ultimi 42 anni degli Eagles giocando una grande prestazione nella settimana 14 contro i Tampa Bay Buccaneers passando 382 yard e due touchdown, l'ultimo dei quali mentre il tempo andava esaurendosi per Jeremy Maclin che firmò il sorpasso decisivo.
Nel Thursday Night della settimana 15, gli Eagles uscirono nuovamente sconfitti contro i Cincinnati Bengals col rookie che passò 182 yard, un touchdown e un intercetto. In un'altra sconfitta contro i Washington Redskins nella domenica successiva, Foles passò 345 yard con un touchdown e un intercetto. Foles conservò il posto di quarterback degli Eagles fino alla penultima gara della stagione regolare in cui si fratturò una mano. Vick tornò quindi a partire dall'inizio nell'ultima gara rimanente, persa in maniera nettissima contro i Giants, con il quarterback che passò 197 yard, un touchdown e un intercetto. Gli Eagles terminarono la stagione con un record di 4-12, il loro peggiore dal 1998. Il 31 dicembre 2012, dopo 14 stagioni alla guida degli Eagles, Andy Reid fu licenziato, accasandosi ai Kansas City Chiefs.

## Gli anni con Chip Kelly (2013-2015)

### 2013
Il 16 gennaio 2013, l'ex allenatore dell'Università dell'Oregon, Chip Kelly, fu assunto come nuovo capo-allenatore dei Philadelphia Eagles. Nel Draft NFL 2013, gli Eagles scelsero come quarto assoluto l'offensive tackle Lane Johnson dall'Università dell'Oklahoma. Nella sua prima stagione nel football professionistico, Kelly vinse la division con un record di 10-6, divenendo solamente il secondo allenatore della storia della NFL a conquistare la corona della propria division nella stagione di debutto. Quell'anno gli Eagles stabilirono diversi record di franchigia, tra cui punti segnati (442), yard nette totali (6.676), touchdowns (53), yard passate (4.406) e minor numero di palloni persi (19). Philadelphia stabilì anche un record NFL con 99 giocate da più di venti yard e divenne la prima squadra dai Buffalo Bills del 1991 a guidare la lega in yard corse e contemporaneamente classificarsi ultima nel tempo di possesso. A livello individuale, LeSean McCoy stabilì i record di squadra per yard corse e yard guadagnate dalla linea di scrimmage, mentre il quarterback Foles concluse col terzo miglior passer rating della storia della NFL. Nei playoff, la squadra fu subito sconfitta dai Saints.

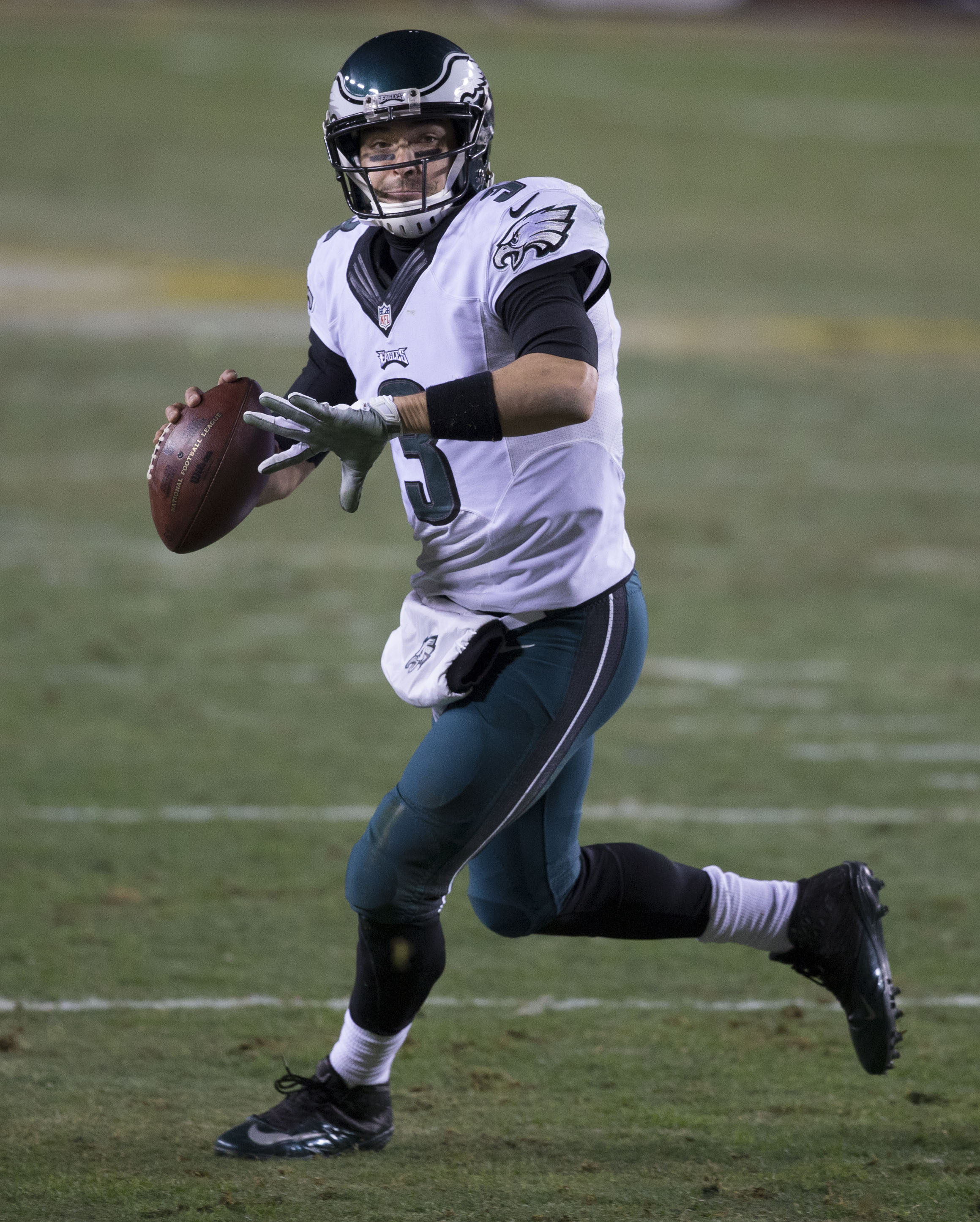
Mark Sanchez fu il quarterback titolare per metà del 2014.

### 2014
Nel 2014 gli Eagles chiusero definitivamente i rapporti con Vick affidando le redini della squadra a Foles, che però rimase infortunato per metà dell'annata. A sostituirlo vi fu l'ex quarterback dei Jets Mark Sanchez, che concluse con un primato di franchigia, completando il 64,1% dei suoi passaggi. Malgrado un record di 10-6 e 9 giocatori convocati per il Pro Bowl, la squadra chiuse al secondo posto della division, non riuscendo a qualificarsi per i playoff.

### 2015
Dopo la conclusione della stagione 2014, Chip Kelly ebbe più potere decisionale, e procedette ad alcune scelte piuttosto discusse: vendette il running back LeSean McCoy (una bandiera della squadra, che aveva appena superato il record di yard corse per gli Eagles) scambiandolo con il linebacker Kiko Alonso, che Kelly conosceva dai tempi in cui allenava la squadra universitaria dell'Oregon, e che aveva saltato per infortunio l'intera stagione 2014. Kelly scambiò inoltre il quarterback Nick Foles con il pari ruolo dei Rams Sam Bradford, ex prima scelta assoluta del Draft 2010, anche lui lontano dai campi di gioco per tutto il 2014 a causa della rottura di un legamento del ginocchio. Arrivò anche il running back DeMarco Murray, proveniente dai rivali di division dei Cowboys, giocatore offensivo dell'anno in carica e che aveva guidato la lega in yard corse nella stagione precedente.

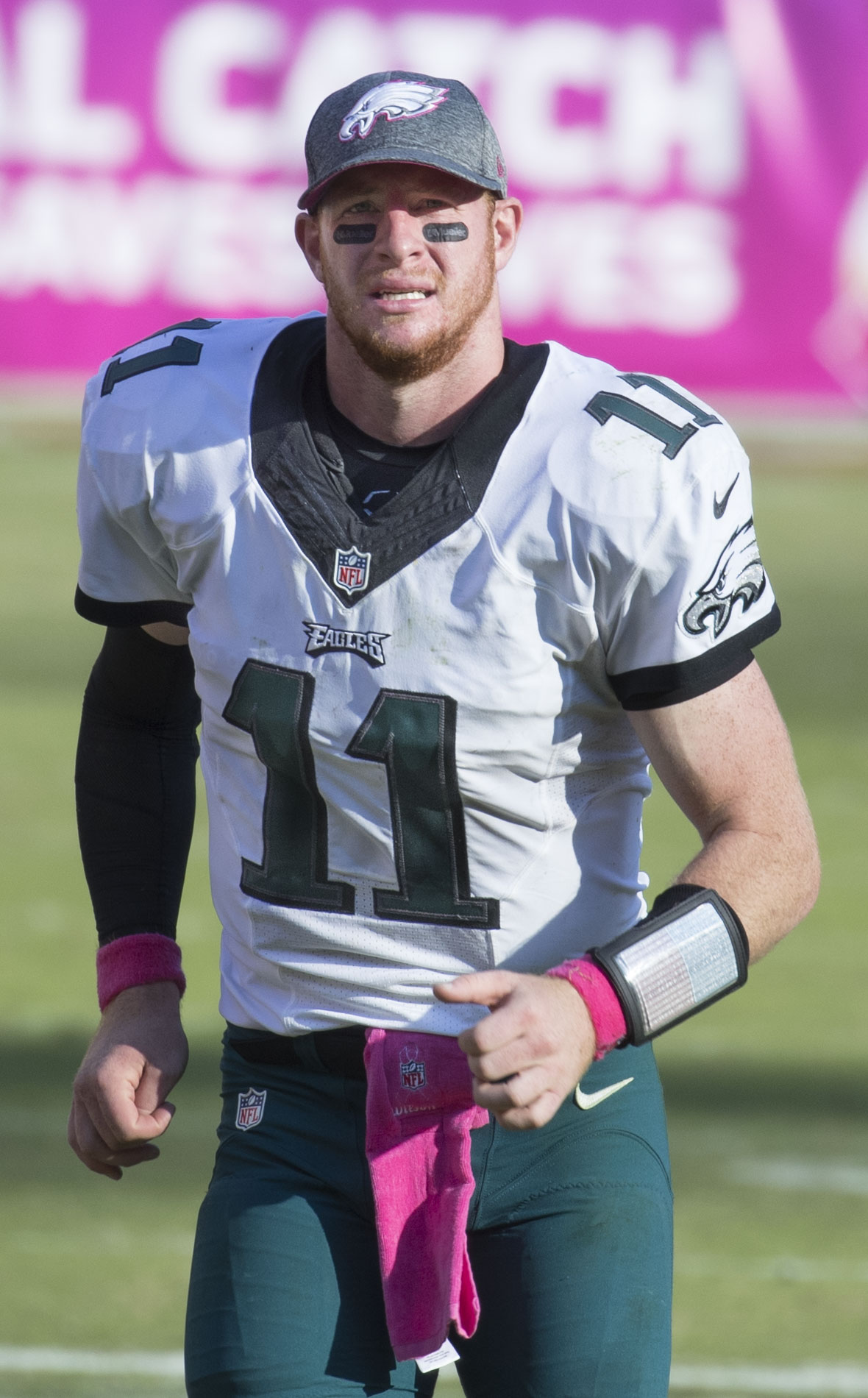
Il quarterback Carson Wentz fu scelto come secondo assoluto del Draft 2016

La stagione 2015 iniziò negativamente, con due sconfitte e con un infortunio a Murray. Nonostante il rientro di quest'ultimo, la stagione proseguì in modo altalenante, rimanendo comunque in corsa per il titolo di division visto il basso livello complessivo della NFC East. Nella penultima partita gli Eagles, con un record di 6-8, affrontarono i Washington Redskins, in testa alla division con una gara di vantaggio. Philadelphia fu superata per 38-24 e Kelly fu licenziato con una gara di anticipo rispetto al termine della stagione regolare.

## L'era di Doug Pederson

### 2016: l'arrivo di Carson Wentz
Il 18 gennaio 2016 gli Eagles annunciarono che il nuovo allenatore capo sarebbe stato Doug Pederson, che aveva svolto il ruolo di coordinatore offensivo dei Kansas City Chiefs nelle ultime tre stagioni. In precedenza, Pederson aveva lavorato proprio negli Eagles per quattro anni, di cui due nel ruolo di allenatore dei quarterback. Prima del Draft 2016, il club intavolò uno scambio con i Cleveland Browns per salire fino alla seconda scelta assoluta e chiamare il quarterback da North Dakota State Carson Wentz, che fu nominato titolare per la stagione regolare dopo la cessione di Bradford ai Vikings. La stagione partì bene, vincendo tutte le prime tre partite, ma nelle successive tredici gare, la squadra fu sconfitta nove volte, chiudendo all'ultimo posto della division con un bilancio di 7 vittorie e 9 sconfitte. Wentz stabilì un nuovo record assoluto di franchigia con 379 passaggi completati, che furono anche un record NFL per un rookie.

### 2017: prima vittoria del Super Bowl
Nel 2017 gli Eagles acquisirono come free agent i ricevitori Alshon Jeffery e Torrey Smith, mentre la scelta del primo giro del draft 2015, Nelson Agholor, esplose dopo due stagioni sottotono. Trascinata da una delle migliori linee offensive della lega e dal quarterback Wentz, la squadra vinse 10 delle prime 12 gare. La vittoria sui Los Angeles Rams permise al club di conquistare il primo titolo di division dal 2013 ma in quella gara Wentz subì la rottura del legamento crociato anteriore. A sostituirlo fu Nick Foles, tornata in squadra a inizio anno, che guidò la squadra a vincere tre gare consecutive, prima dell'ininfluente sconfitta nell'ultimo turno contro i Cowboys. La squadra terminò così con un bilancio di 13-3, il migliore della storia della franchigia assieme a quello del 2004 e col vantaggio del fattore campo per tutti i playoff della NFC. Nella post-season, gli Eagles batterono gli Atlanta Falcons 15–10 nel Divisional Round e poi superarono i Minnesota Vikings 38–7 in finale di conference. Quella sui Falcons fu la prima vittoria nei playoff 2008.
Il 4 febbraio 2018, allo U.S. Bank Stadium di Minneapolis, nella rivincita del Super Bowl XXXIX, gli Eagles batterono i New England Patriots campioni in carica con un punteggio di 41–33 nel Super Bowl LII, conquistando il primo Lombardi Trophy della storia della franchigia e il quarto campionato NFL complessivo, l'ultimo dei quali era risalente al 1960. MVP della partita fu nominato il quarterback Foles che passò 373 yard, 3 touchdown e ne segnò un quarto su ricezione.

### 2018
Prima dell'inizio della stagione diversi infortuni colpirono la squadra, incluso il quarterback Carson Wentz che stava ancora recuperando dall'infortunio al legamento. Nick Foles fu il quarterback titolare a inizio stagione, nella vittoria sugli Atlanta Falcons 18–12. Nel corso dell'anno altri infortuni rallentarono la squadra, in particolare ai defensive back come Jalen Mills, Ronald Darby e Rodney McLeod. In molte partite all'inizio dell'anno, come contro Carolina e Tennessee, gli Eagles sprecarono vantaggi nel quarto periodo. Dopo dieci partite la squadra aveva un record di 4-6 e ridotte speranze di fare ritorno ai playoff ma cinque vittorie nelle ultime sei gare, incluse quelle a sorpresa contro Rams e Texans, la fecero terminare con un bilancio di 9–7, centrando l'ultima wild card dispobile. A Carson Wentz, cui era stato affrettato il ritorno, fu diagnosticata una frattura da stress alla schiena nella settimana 14. Foles così lo sostituì nuovamente.
Nel turno delle wild card contro i Chicago Bears Foles tlanciò due touchdown e due intercetti nella vittoria per 16–15. Il kicker dei Bears Cody Parkey sbagliò negli ultimi istanti il potenziale calcio della vittoria. La settimana successiva fu la volta di affrontare i New Orleans Saints nel divisional round. Gli Eagles si portarono in vantaggio per 14-0 nel primo periodo di gioco ma l'attacco non fu più in grado di segnare altri punti, finendo per perdere per 20-14. Gli Eagles ebbero la possibilità di vincere la partita ma il passaggio diretto ad Alshon Jeffery fu intercettato da Marshon Lattimore.

### 2019
Prima dell'inizio della stagione Foles lasciò la squadra per firmare con i Jacksonville Jaguars. Malgrado diversi infortuni sia in attacco che in difesa che colpirono gli Eagles, la squadra riuscì a fare ritorno ai playoff vincendo la division con un record di 9-7. Wentz poté così disputare la prima gara di playoff come titolare in casa contro i Seahawks numero 5 del tabellone che durante la stagione avevano battuto Philadelphia per 17-9. Nel primo quarto, Wentz subì un colpo alla testa da parte di Jadeveon Clowney che gli causò una commozione cerebrale e gli fece perdere il resto della partita. La riserva Josh McCown subentrò al posto di Wentz, diventando il giocatore più a vecchio a disputare la sua prima gara di playoff. Gli Eagles finirono per perdere nuovamente per 17-9.

## L'era di Nick Sirianni (2021-presente)

### 2021
Gli Eagles iniziarono la loro stagione 2021 con un nuovo quarterback titolare Jalen Hurts, e un nuovo capo-allenatore, Nick Sirianni, che in precedenza era stato il coordinatore offensivo degli Indianapolis Colts. La squadra inizió con un record di 3-6, ma riuscì a terminare dopo avere adottato uno stile di gioco maggiormente improntato sulle corse, che contribuì alla quarta  qualificazione ai playoff nelle ultime cinque stagioni. Tuttavia, gli Eagles furono sconfitti dai Tampa Bay Buccaneers 31–15 nel turno delle wild card.

### 2022
Nel 2022 draft, gli Eagles scambiarono una scelta del primo e terzo giro con i Titans ottenendo in cambio il wide receiver A.J. Brown. La stagione regolare terminò con un record 14-3, il migliore della NFC, e nei playoff batterono i New York Giants (38-7) nel Divisional round e i San Francisco 49ers (31-7) nella finale della NFC, raggiungendo il Super Bowl, dove furono battuti in una gara equilibrata dai l Kansas City Chiefs 38-35.

### 2023
Con la speranza di fare ritorno al Super Bowl, gli Eagles iniziarono la stagione vincendo 10 delle prime 11 partite. Jalen Hurt contribuì passando con 224/327 (68,5%), con  15 touchdown passati, 9 segnati su corsa e 2.497 yard passate. Tale partenza positiva vide tra i protagonisti anche il difensore rookie Jalen Carter, la nona controversa scelta assoluta del Draft 2023, che mise a segno 33 placcaggi, 6 sack e 2 fumble forzati (di cui uno ritornato in touchdown). Nella seconda parte della stagione, tuttavia, la squadra vinse una sola partita, terminando con un bilancio di 11-6. Nel primo turno di playoff Philadelphia fu eliminata dai Buccaneers per 32–9.. A fine anno furono licenziati sia il coordinatore offensivo Brian Johnson che il coordinatore difensivo Sean Desai. Inoltre i veterani Jason Kelce e Fletcher Cox annunciarono il proprio ritiro.

### 2024
La principale acquisizione prima dell'inizio della stagione fu il running back free agent Saquon Barkley, proveniente dai rivali dí division dei Giants, che nella prima annata in Pennsylvania divenne il nono giocatore della storia a correre 2.000 yard in una stagione, venendo premiato come giocatore offensivo dell'anno. Altri innesti importanti in difesa furono i defensive back rookie Quinyon Mitchell e Cooper DeJean, scelti rispettivamente nel primo e nel secondo giro del Draft 2024, che si imposero come titolari, e il free agent proveniente dai Saints Zack Baun, che, dopo una carriera relativamente anonima, disputó la sua miglior stagione, venendo inserito nel First-team All-Pro. Gli Eagles ebbero una partenza lenta, vincendo solo due delle prime quattro gare, ma dopo la settimana di pausa vinsero un record di franchigia di 10 gare consecutive. Con un netto 41–7 sui Cowboys nel penultimo turno, il club si assicurò il titolo di division, terminando con la seconda testa di serie nei playoff della NFC. Per la prima volta dal 2011 gli Eagles batterono Dallas in entrambi gli incontri stagionali. Dopo avere battuto nei playoff i Packers, i Rams e i Commanders, Philadelphia si qualificó per il Super Bowl LIX, dove vendicó la sconfitta di due anni prima contro i Kansas City Chiefs, vincendo per 40-22 e conquistando il suo secondo Lombardi Trophy. Miglior giocatore della partita fu premiato il quarterback Hurts, che passó due touchdown e ne segnò uno su corsa, mentre nella finalissima Saquon Barkley stabilì il record NFL per yard corse in una stagione inclusi i playoff.